# Abattoirs de Ménilmontant

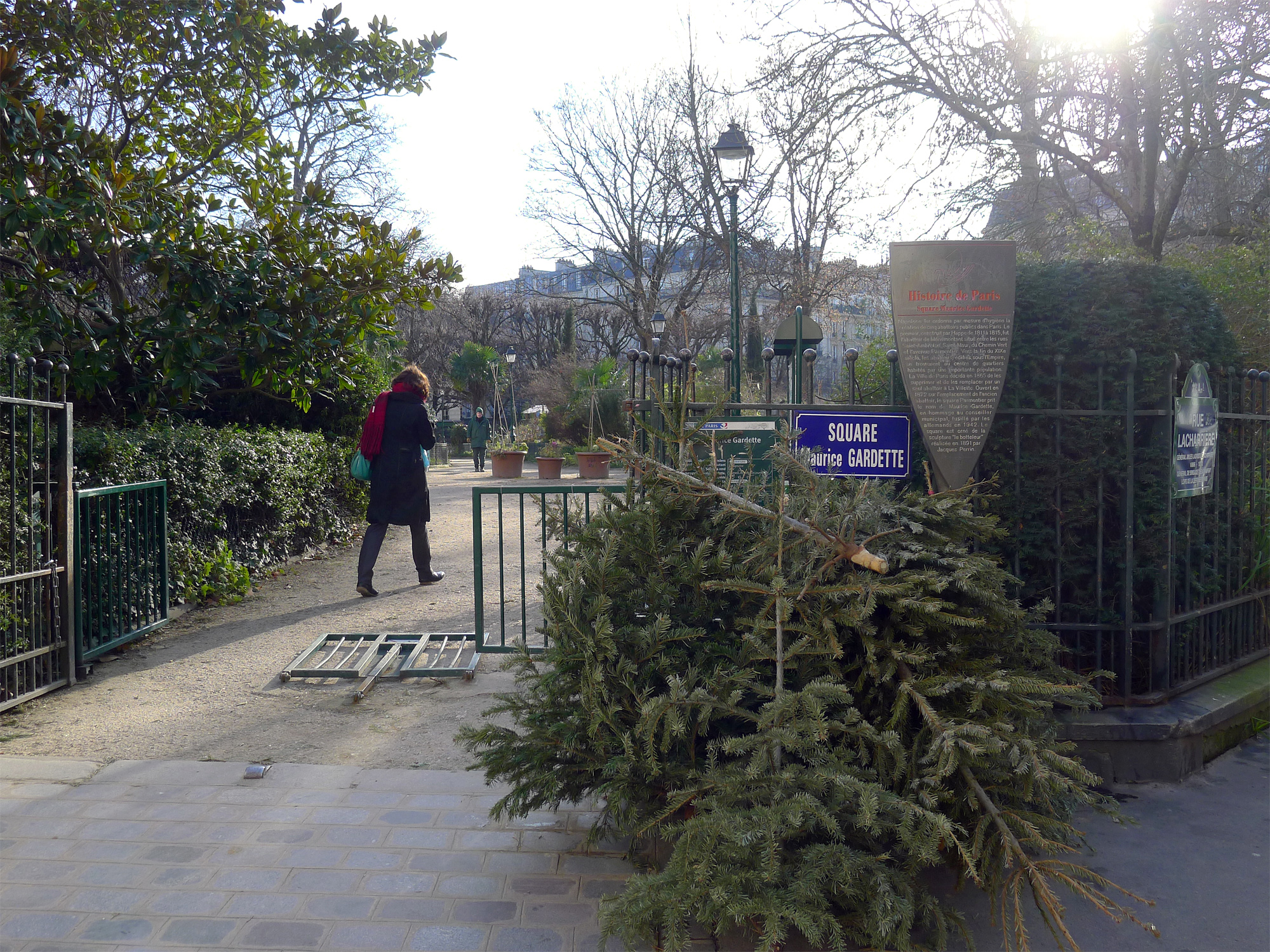
Une borne historique de Paris, à l'entrée du square Maurice-Gardette, signale l'emplacement de ces anciens abattoirs.

Les abattoirs de Ménilmontant, également appelés abattoirs de Popincourt  étaient l'un des cinq abattoirs créés par Napoléon Ier en remplacement des nombreuses tueries présentes dans Paris.

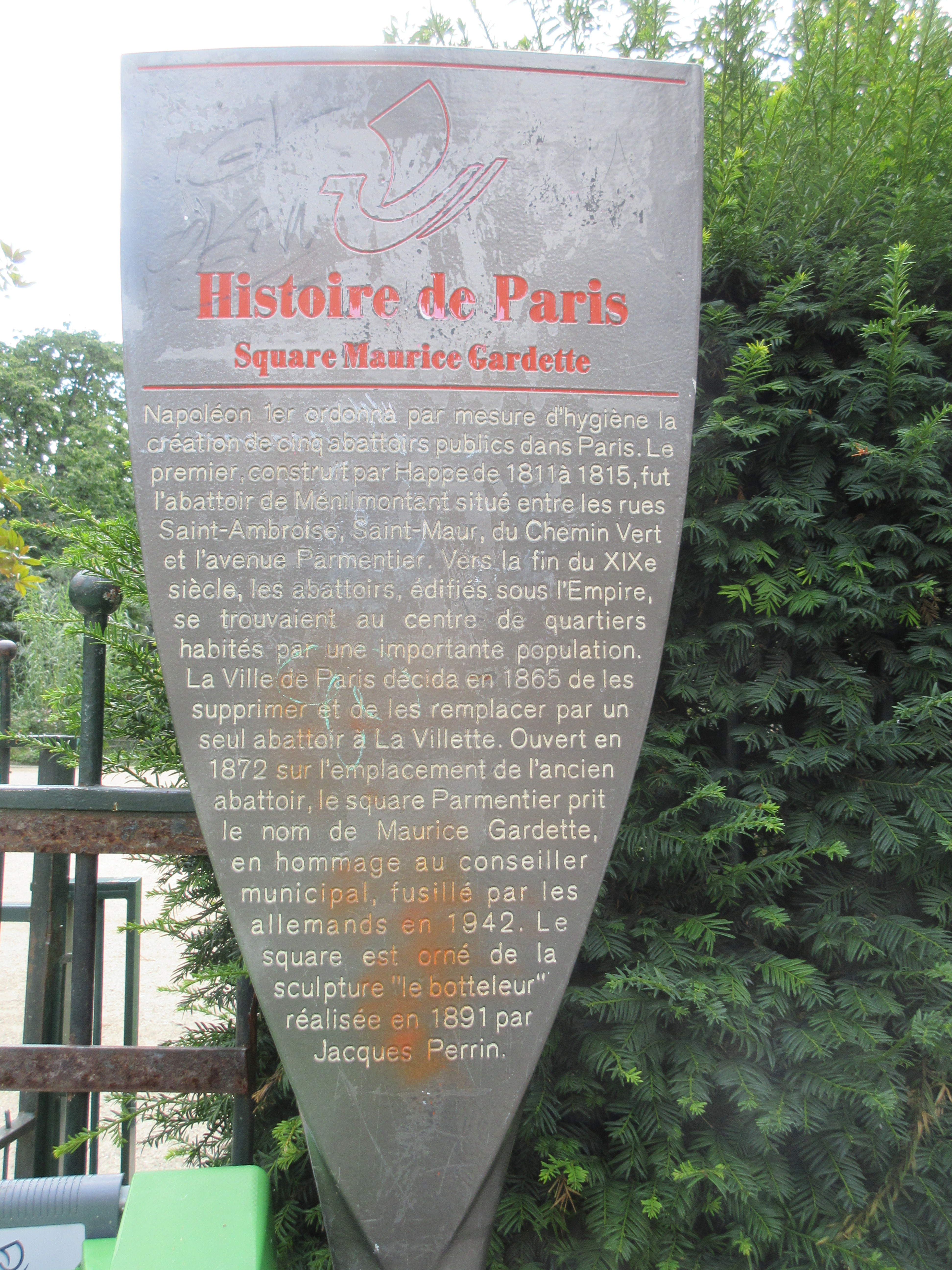
Panneau Histoire de Paris
« Square Maurice-Gardette ».

## Situation
Les abattoirs de Ménilmontant correspondaient à un quadrilatère compris entre les rues du Chemin-vert, Saint-Maur, Saint-Ambroise et l'avenue Parmentier. 
Sur son emplacement ont été ouvertes cinq rues : Général-Blaise, Rochebrune, Général-Guilhem, Lacharrière et Général-Renault. Un espace vert, le square Maurice-Gardette, a également été aménagé au centre du quadrilatère formé par les nouvelles voies.

## Historique
La création des abattoirs de Ménilmontant se fait par décret du 9 février 1810. En remplacement des nombreuses tueries présentes à l'intérieur de Paris, pour des raisons sanitaires, Napoléon décide de créer cinq tueries à l'extérieur de Paris : trois sur la rive droite de la Seine et deux sur la rive gauche.
Commencés le 25 mars 1810, les travaux sont terminés en 1818 ; à partir du 15 septembre de la même année, il fut interdit de conduire les bestiaux à l'intérieur de Paris.
Construits par les architectes Happe et Vauthier, les abattoirs de Ménilmontant étaient organisés autour de plusieurs cours et comprenaient 64 échaudoirs, 7 bergeries et 7 bouveries.
Ils furent démolis à partir de 1867 pour être remplacés par ceux construits à La Villette.